# Pałac Chojnata
Pałac Chojnata – zespół pałacowo-parkowy w Woli Chojnata, w którego skład wchodzi zabytkowy budynek pałacowy z 1873 roku oraz park w stylu angielskim o powierzchni 6,78 ha, porośnięty starodrzewem. Obecnie znajduje się w nim hotel, organizowane są konferencje, wystawy, wydarzenia artystyczne oraz imprezy okolicznościowe.
Pierwszymi właścicielami Pałacu Chojnata byli Józef i Jadwiga Wierzbiccy. Obecnie obiekt należy do Krzysztofa Malareckiego – przedsiębiorcy i działacza społecznego.
Pałac został wpisany do rejestru zabytków w 1979 r. pod numerem 519/79, a park pod numerem 490/78 w 1978 r.

## Historia
Majątek Wola Chojnata, stanowiący znaczną część wsi, został zakupiony przez Stanisława Woyczyńskiego 24 czerwca 1801 r. za 240 000 złotych polskich, i pozostawał jego własnością przez 19 lat. W późniejszym okresie wielokrotnie zmieniał właścicieli. W 1820r., majątek został sprzedany Ignacemu Woyczyńskiemu za sumę 172 00 złotych polskich. Po jego śmierci włości w spadku otrzymało rodzeństwo Antoni i Jan Woyczyńscy, którzy sprzedali majątek w 1826 r. za 172 000 złotych polskich byłemu generałowi Dywizji Wojsk Polskich, Kawalerowi Orderów Stanisławowi Woyczyńskiemu. Po czterech latach posiadłość została sprzedana Wincentemu Rembowskiemu, byłemu kapitanowi wojsk polskich. W 1861 r., po jego śmierci, na mocy testamentu majątek otrzymał Józef Wierzbicki.
Pałac został wzniesiony w 1873 r. i od początku był w posiadaniu rodziny Wierzbickich. Pozostawał w ich rękach aż do 1931 r., kiedy został wystawiony na licytację przez Towarzystwo Kredytowe Ziemskie w Warszawie. Na drugiej licytacji majątek został nabyty przez Eleonorę Zofię Wierzbicką, powracając w ten sposób do rodziny Wierzbickich. Własnością rodziny pozostawał do 1945 r., kiedy na mocy dekretu PKWN o reformie rolnej przejął go na własność Skarb Państwa.
Po zakończeniu II wojny światowej w budynku powstała szkoła podstawowa oraz mieszkania dla nauczycieli. W 1980 r. pałac z parkiem został przejęty przez Uniwersytet Łódzki z zamiarem utworzenia tam Domu Pracy Twórczej oraz ośrodka szkoleniowo-wypoczynkowego. Z uwagi na brak środków finansowych na remont obiektu po czterech latach przeszedł on na własność Szkoły Głównej Planowania i Statystyki. Następnie obiekt przejęła gmina.
W maju 1989 r. na mocy decyzji Urzędu Miasta i Gminy w Białej Rawskiej majątek został sprzedany Krzysztofowi Malareckiemu. Nowy właściciel rozpoczął w 2001 r. prace remontowe, które zakończyły się w maju 2004 r.

## Architektura
Założenie architektoniczne i ogrodowo-parkowe mają układ osiowy. Architektura budowli i układ przestrzenny parku stanowią integralną część ogólnej kompozycji zespołu pałacowo-parkowego. Oś główną tworzą: ozdobna brama wjazdowa, dziedziniec z fontanną oraz gazonem, pałac z portykiem wejściowym oraz taras z wyjściem do parku.
Poza pałacem na terenie parku, w części północno-zachodniej, znajduje się współczesny budynek pensjonatowy (teren dawnej stajni), w którym mieszczą będą pokoje dla obecnych pracowników oraz dwie sale konferencyjne. W części południowo-wschodniej parku znajduje się drewniana kaplica.
Położony między dziedzińcem a parkiem pałac został wzniesiony na wydłużonym, zbliżonym do prostokąta planie. Jest murowany i otynkowany, w stylu neorenesansowym. Parterowy, z trzema obustronnymi, jednokondygnacyjnymi, trójosiowymi ryzalitami, poddaszem oraz obszernymi piwnicami. Wysokie piwnice z prostokątnymi otworami okiennymi stanowią cokół, na którym usytuowany jest budynek. Płaski dach nad ryzalitami ukryty jest za balustradą tralkową, ozdobioną rytmicznie dodatkowym motywem waz.
Od frontu (część zachodnia) w ryzalicie środkowym główne wejście osłania parterowa kolumnada ze schodami zewnętrznymi prowadzącymi do wnętrza. Portyk wejściowy utworzony jest z sześciu kolumienek jońskich podtrzymujących taras pierwszego piętra. Od ogrodu (część wschodnia) znajduje się otwarty taras z bocznymi dwubiegowymi schodami. Schody zewnętrzne obu fasad są połączone z cokołem budynku. Dodatkowo schody oraz tarasy są ozdobione balustradą tralkową, analogiczną do balustrady wieńczącej dach. Dekoracja plastyczna fasady frontowej i ogrodowej to poziome elementy w postaci gładkich i wąskich pasów oraz gzymsów oddzielających od siebie kondygnacje.
Park został zaprojektowany w konwencji krajobrazowej, angielskiej, na początku XIX w. przez nieznanego autora. Jego kompozycja przestrzenna jest całkowicie swobodna, brak w niej symetrycznych elementów. Cały teren porośnięty jest dziko rosnącym starodrzewem. Występuje tam 21 gatunków drzew z przewagą liściastych: platanów oraz czerwonego dębu. Ponadto teren obfituje w krzewy: jaśminowce, lilaki oraz runo bogate w kwiaty, takie jak fiołki i przebiśniegi.

## Pałac dziś
Pałac w Woli Chojnacie jest obiektem zabytkowym, w którym przeprowadzono gruntowną renowację pod kontrolą konserwatora zabytków. W pałacu znajduje się 14 pokoi, 4 apartamenty, 4 kompleksowo wyposażone sale konferencyjne, restauracja, taras grillowy, drink bar, sauna, mini fitness i sala bilardowa. Każdy pokój posiada luksusową łazienkę oraz stylowe meble.
Pałac posiada własne, pełne zaplecze żywieniowe. W piwnicach pałacowych znajdują się kuchnie, magazyny i inne pomieszczenia gospodarcze. Restauracja Pałacowa oferuje przede wszystkim specjały kuchni polskiej.
Od kilku lat w pałacu, z inicjatywy właściciela, organizowane są celebracje prezydencji poszczególnych państw w Radzie Unii Europejskiej, a także inne wydarzenia, takie jak Festiwal Jabłka promujący rozwój sadownictwa w regionie, wystawy obrazów Edwarda Dwurnika czy liczne konferencje mające na celu szeroko zakrojoną promocję regionu łódzkiego.
W 2005 r. pałac został uhonorowany nagrodą Ministra Kultury i Sztuki oraz Generalnego Konserwatora Zabytków jako najlepiej odrestaurowany zabytek w Polsce.